# Мы назовём его Андреа
«Мы назовём его Андреа» (итал. Lo chiameremo Andrea) — итальянская комедия режиссёра Витторио Де Сика. Премьера картины состоялась 14 октября 1972 г.

## Сюжет
Паоло и Мария — семейная чета, преподающая в начальной школе. Однако своих детей у них нет. После тщательного изучения причины бесплодия они получают рекомендацию изменить образ жизни. Соорудив убежище, куда не проникал бы загрязнённый воздух от находящегося рядом цементного завода, пара пытается построить полноценную семью и, в конце концов, Марии удаётся забеременеть.

## В ролях
- Нино Манфреди — Паоло Антонацци
- Марианджела Мелато — Мария Антонацци
- Анна Мария Арагона — учительница
- Джулио Барагини — Спадаччи
- Мария-Пия Касилио — Бруна Парини
- Гуидо Чернилья — Артуро Сориани
- Виолетта Кьярини — учительница
- Сольвейг Д’Ассунта — мать Нино
- Антонино Фаа Ди Бруно — воспитатель
- Донато Ди Сепио — Мариани
- Луиджи Антонио Гуэрра — вахтёр
- Алессандро Якарелла — школьник
- Иза Миранда — учительница
- Энцо Монтедуро — учитель
- Даниэле Пателла — переводчика
- Лино Партуно — учитель
- Эсмеральда Русполи — учительница
- Альберто Шьяппадори — учитель
- Антонио Спаччатини — учитель

## Съёмочная группа
- Режиссёр-постановщик: Витторио Де Сика
- Сценаристы: Чезаре Дзаваттини, Леонардо Бенвенути, Пьеро Де Бернарди
- Продюсеры: Марина Чиконья, Артур Кон
- Оператор-постановщик: Эннио Гварньери
- Композитор: Мануэль Де Сика
- Монтажёр: Адриана Новелли
- Художник-постановщик: Джанкарло Бартолини Салимбени
- Художник по костюмам: Джанкарло Бартолини Салимбени